# 天主教科英布拉教區
天主教科英布拉教區（拉丁語：Dioecesis Colimbricensis），是以葡萄牙中北部重鎮科英布拉為中心的一個天主教教區。屬布拉加總教區。
第一位見於文獻的主教是盧琴提烏斯，當時是563年，7世紀六十年代被併入梅里達教區。1088年重新設立。
現任教區為主教為維吉利奧·安圖尼斯。2011年，有507,700名教友，估轄區總人口89.9%，有269個堂區、171名司鐸、13名終身執事、54名修士、288名修女。